# بريسي (باد كاليه)
بريسي، باد كاليه (بالفرنسية: Pressy)‏ هي بلدية تقع في إقليم باد كاليه من منطقة نور با دو كاليه في شمال فرنسا. تبلغ مساحة هذه المدينة 4.33 (كم²)، وترتفع عن سطح البحر 107 م، يبلغ عدد سكانها 278 نسمة حسب إحصاء المعهد الوطني للإحصاء والدراسات الاقتصادية سنة 2009 م. وترأس Bernard Malle البلدية خلال فترة (2008-2014).